# Hanshin Tigers
Hanshin Tigers (阪神タイガース Hanshin Taigāsu) là một CLB bóng chày chuyên nghiệp trực thuộc nhánh giải Central League của Giải Bóng chày Chuyên nghiệp Nhật Bản (NPB). Sân nhà chính của họ, Sân vận động Hanshin Koshien, nằm tại Nishinomiya, Hyōgo, Nhật Bản.
CLB thuộc sở hữu của Công ti TNHH Đường sắt điện Hanshin, trực thuộc tập đoàn Hankyu Hanshin Holdings.
Là một trong các CLB bóng chày chuyên nghiệp lâu đời nhất Nhật Bản, CLB mang tên Osaka Tigers từ mùa giải đầu tiên vào năm 1936 cho tới khi đổi tên như hiện nay vào năm 1961.